# 武爾珀爾鄉
45°53′48″N 24°20′36″E / 45.89667°N 24.34333°E
武爾珀爾鄉（羅馬尼亞語：Comuna Vurpăr, Sibiu），是羅馬尼亞的鄉份，位於該國中部，由錫比烏縣負責管轄，面積72平方公里，海拔高度452米，2007年人口2,447，人口密度每平方公里34人。